# Relations entre les États-Unis et le Paraguay
Les relations entre les États-Unis et le Paraguay existent depuis 1852.
Les États-Unis disposent d'une ambassade à Asunción, au Paraguay. Le 29 juin 2023, une nouvelle ambassade a été ouverte sur le même site de 14 acres que le bâtiment précédent. L' ambassadeur des États-Unis au Paraguay est Marc Ostfield.

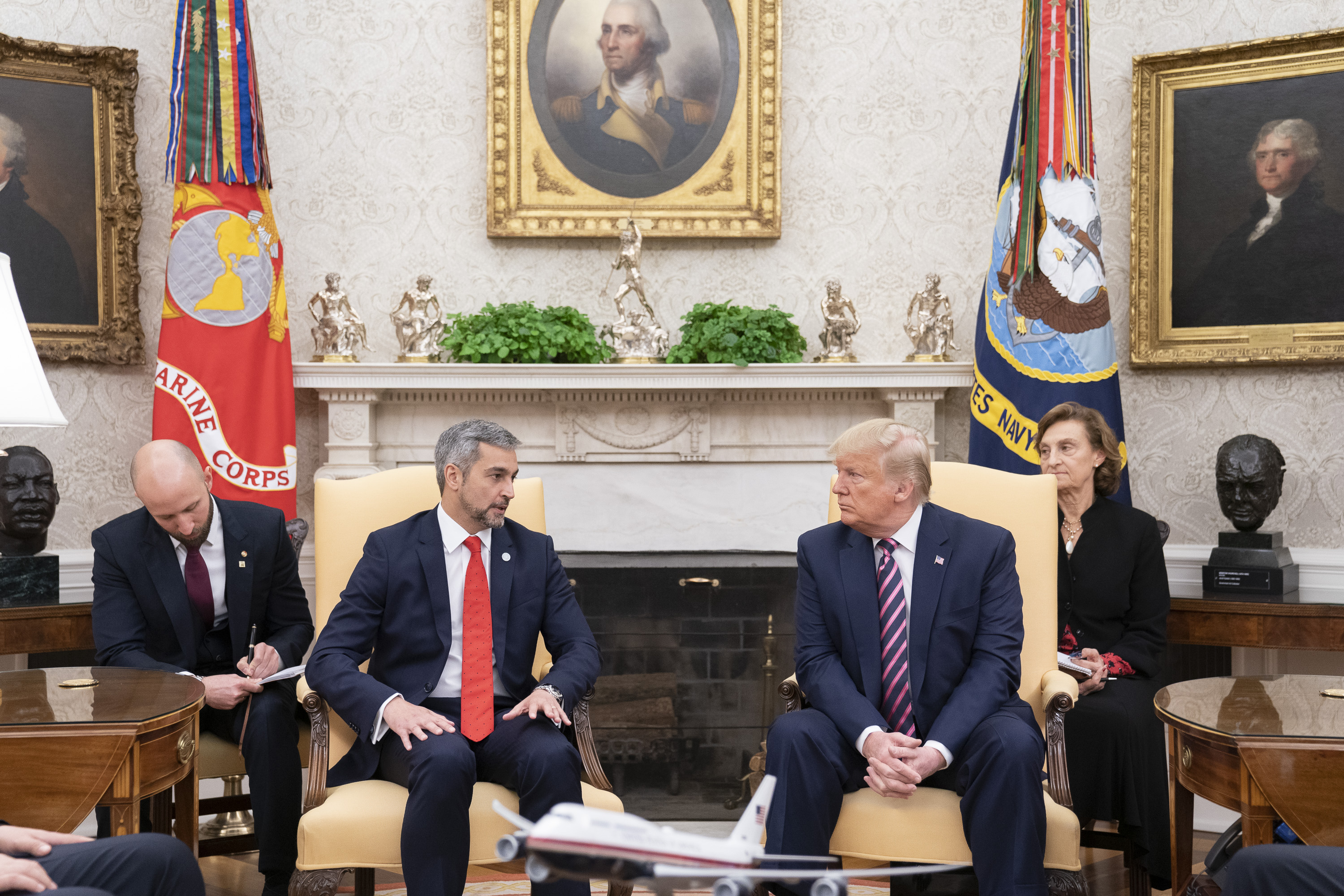
Le président paraguayen Mario Abdo avec le président américain Donald Trump à la Maison Blanche, décembre 2019.

Le Paraguay dispose d'une ambassade aux États-Unis à Washington D.C, ainsi que de consulats à New York, Miami et Los Angeles. L'ambassadeur est José Antonio Dos Santos depuis août 2021.

## Conflits
En 1858, les États-Unis entreprennent une diplomatie de la canonnière pour demander réparation du bombardement de l'USS Water Witch en 1855. Elle fut rapidement résolue. La force navale américaine débarque à Asunción le 25 janvier 1859, et signe un traité d'amitié et de commerce le 4 février 1859 avec les autorités paraguéennes locales.

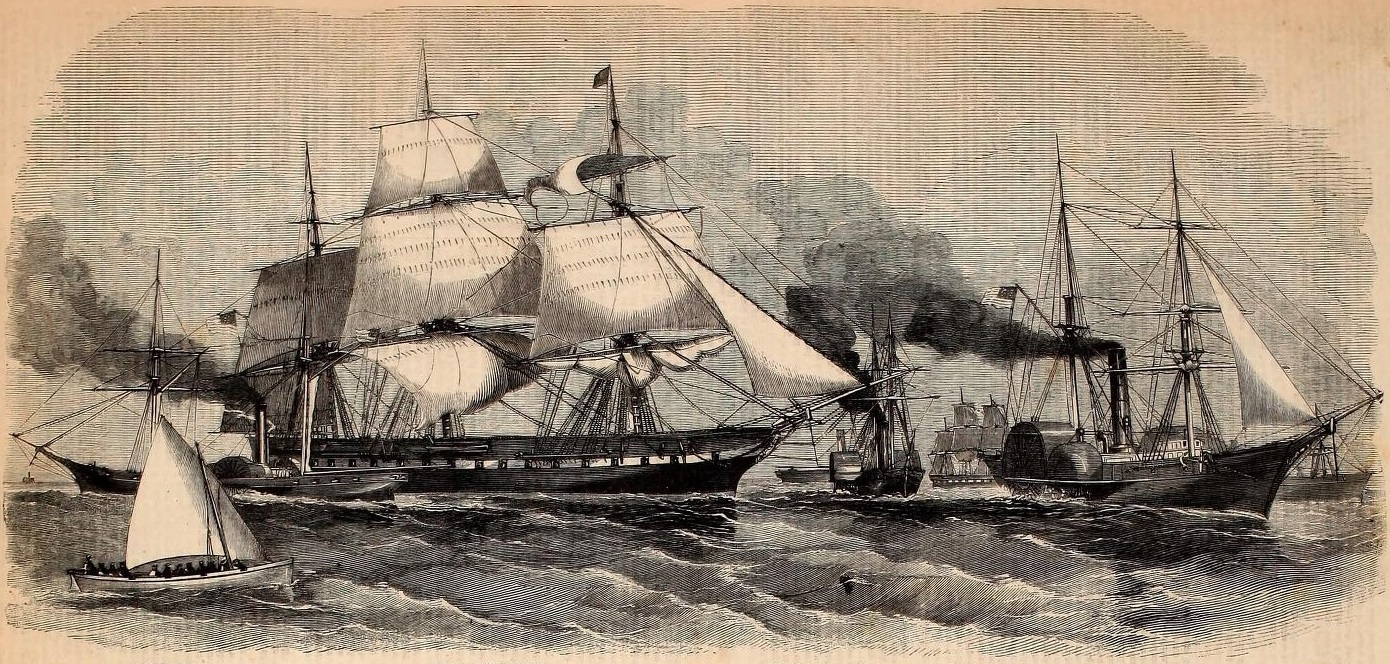
L'escadron du Paraguay (Harper's Weekly, New York City, 16 octobre 1858).